# Arachthos (fiume)
Il fiume Arachthos (greco: Άραχθος) è un fiume dell'Epiro orientale in Grecia. Ha origine nella catena montuosa del Pindo, nasce a sudest di Metsovo nella Prefettura di Giannina ai confini della Prefettura di Trikala e attraversa numerosi villaggi fino ad arrivare nella Prefettura di Arta dove viene sbarrato dalla diga dell'Arachthos, formando un bacino di circa 20 km² che previene l'allagamento della città e nel contempo garantisce una riserva d'acqua per l'intera regione dell'Epiro. In prossimità di Arta il fiume scorre sotto lo storico ponte in pietra. Il fiume scorre in seguito in una vasta e fertile pianura per poi sfociare nel Golfo di Arta a sud della città.